# Laura Milani
Laura Milani (Milano, 30 settembre 1984) è una canottiera italiana.
Nel 2016 ha partecipato ai Giochi olimpici di Rio de Janeiro nel doppio pesi leggeri con Valentina Rodini uscendo però ai ripescaggi e concludendo le olimpiadi in tredicesima posizione.

## Palmarès
- Campionati mondiali di canottaggio

Poznań 2009 - argento nel singolo pesi leggeri;
Karapiro 2010 - bronzo nel singolo pesi leggeri;
Chungjiu 2013 - oro nel doppio pesi leggeri.
- Campionati europei di canottaggio

Belgrado 2014 - oro nel doppio pesi leggeri.